# المپیک ایرلاینز
المپیک ایرلاینز (یونانی: Ολυμπιακές Αερογραμμές) شرکت دولتی هواپیمایی یونانی بود، که در سال ۱۹۵۷ تأسیس شد و در سال ۲۰۰۹ با شرکت المپیک ایر ادغام گردید.